# Atletica leggera ai X Giochi panafricani - 110 metri ostacoli
La specialità dei 110 metri ostacoli maschili ai X Giochi panafricani si è svolta il 12 settembre 2011 all'Estádio Nacional do Zimpeto di Maputo.

## Podio
| Oro     | Othman Hadj Lazib Algeria |
| Argento | Selim Nurudeen Nigeria    |
| Bronzo  | Samuel Okon Nigeria       |

## Risultati

### Finale
Vento: +2,0 m/s
| Class   | Atleta                 | Nazione      | Tempo | Note              |
| ------- | ---------------------- | ------------ | ----- | ----------------- |
| Oro     | Othman Hadj Lazib      | Algeria      | 13.48 | Record dei Giochi |
| Argento | Selim Nurudeen         | Nigeria      | 13.61 |                   |
| Bronzo  | Samuel Okon            | Nigeria      | 13.75 |                   |
| 4       | Martins Oghieriaki     | Nigeria      | 13.89 |                   |
| 5       | Moussa Dembélé         | Senegal      | 14.11 |                   |
| 6       | Mohamed Koné           | Mali         | 14.18 |                   |
| 7       | Amon Chepsongol        | Kenya        | 14.28 |                   |
| 8       | Florent Lomba          | RD del Congo | 14.94 |                   |
| 9       | Titos Januario Dlalice | Mozambico    | 15.06 |                   |